# Hypselecara
Hypselecara ist eine Gattung südamerikanischer Buntbarsche. Das Verbreitungsgebiet der Gattung umfasst das Amazonasbecken, Französisch-Guyana und den oberen Orinoko. Der Gattungsname setzt sich aus „hypselos“ (Gr. für hoch) und „Acara“, der Guaraní-bezeichnung für Buntbarsche zusammen und bezieht sich auf die hochrückige Gestalt der Fische.

## Merkmale
Hypselecara-Arten sind mittelgroße Buntbarsche und erreichen Körperlängen von etwa 30 cm. Weibchen bleiben deutlich kleiner. Ihr Körper ist oval, seitlich abgeflacht und hoch, der Kopf hat eine steile, abgerundete Stirnlinie. Farbige Markierungen, wie ein schwarzes Längsband, sowie je ein dunkler Fleck auf der Mitte der Körperseiten und auf der Schwanzwurzel, sind stimmungsabhängig nicht immer zu sehen. Männchen sind hochrückiger und können im Alter einen großen Stirnhöcker bilden. Jungfische sind spitzköpfiger und haben eine graubraune Färbung. Charakteristisches Merkmal der Gattung sind eine kontrastreiche Färbung sowie eine leuchtend rote Augenfärbung während der Brut.

## Fortpflanzung
Ähnlich wie Cichlasoma sind die Hypselecara-Arten Substratlaicher.  Sie laichen vor allem an schräg oder senkrecht stehenden Flächen und bilden eine Mutterfamilie, wobei das Weibchen sich vor allem direkt um das Gelege kümmert, während das Männchen das Revier bewacht. Die Larven schlüpfen nach etwa drei Tagen und werden dann in eine in den Bodengrund gegrabene Grube gebettet. Nach weiteren sieben Tagen schwimmen sie frei.

## Systematik
Die Gattung Hypselecara wurde 1986 durch den schwedischen Ichthyologen Sven O. Kullander für zwei ursprünglich der Gattung Cichlasoma zugerechneten Arten aufgestellt. Wie die Flaggenbuntbarsche (Mesonauta), Skalare (Pterophyllum) und die Diskusbuntbarsche (Symphysodon) gehört Hypselecara innerhalb der Neuwelt-Buntbarsche (Cichlinae) zum Tribus Heroini.
Bisher wurden zwei Arten beschrieben:
- Hypselecara coryphaenoides (Heckel, 1840)
- Smaragdbuntbarsch (Hypselecara temporalis (Günther, 1862)), (Typusart)